# Musée Panini Maserati
Le musée Panini Maserati est un musée privé exposant une importante collection d'automobiles de collection Maserati et autre marques, à Modène en Émilie-Romagne en Italie (propriété d'Umberto Panini depuis 1997).

## Description
Umberto Panini débute comme ouvrier chez Maserati puis part en Argentine.

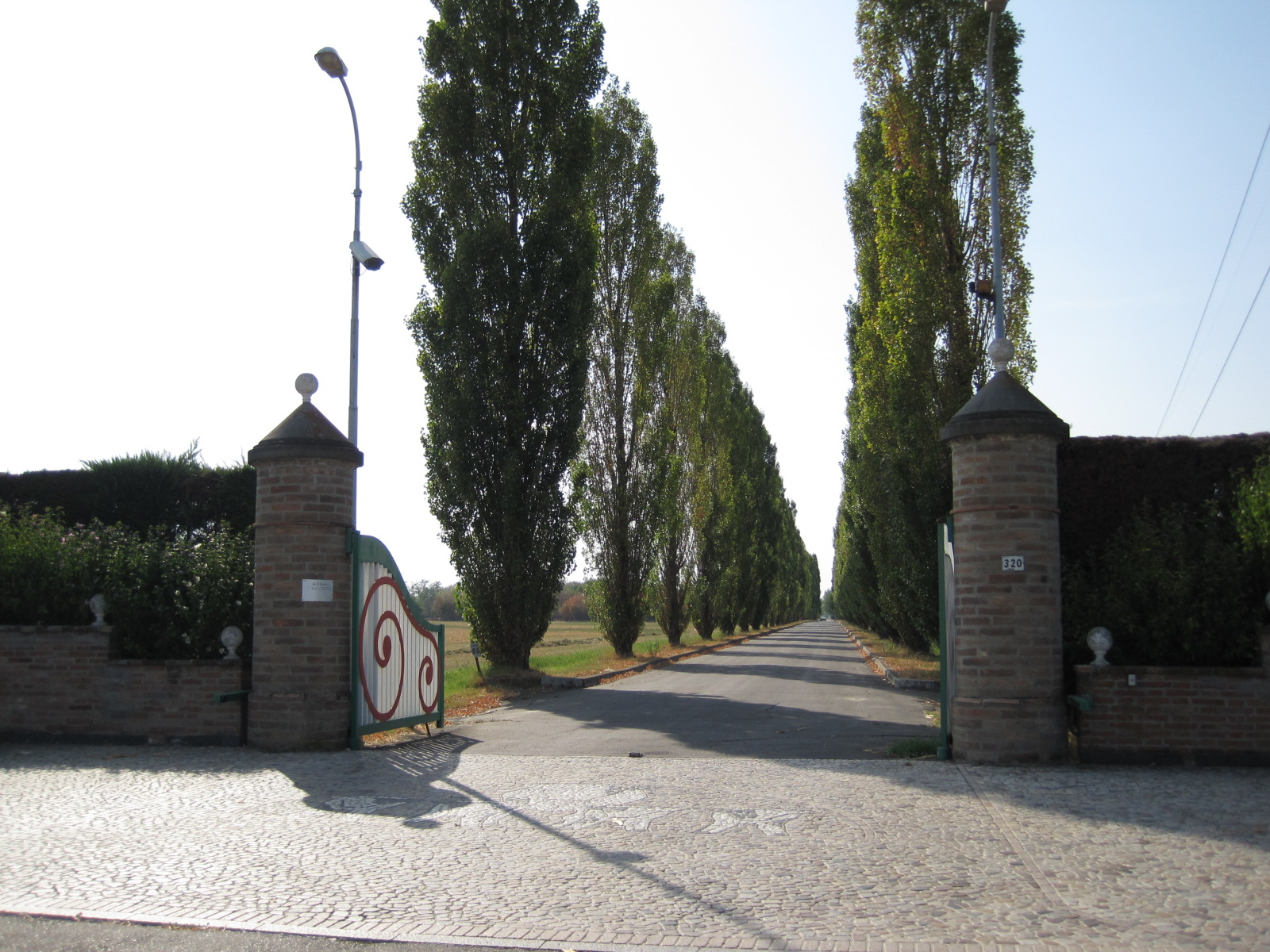
Entrée du domaine
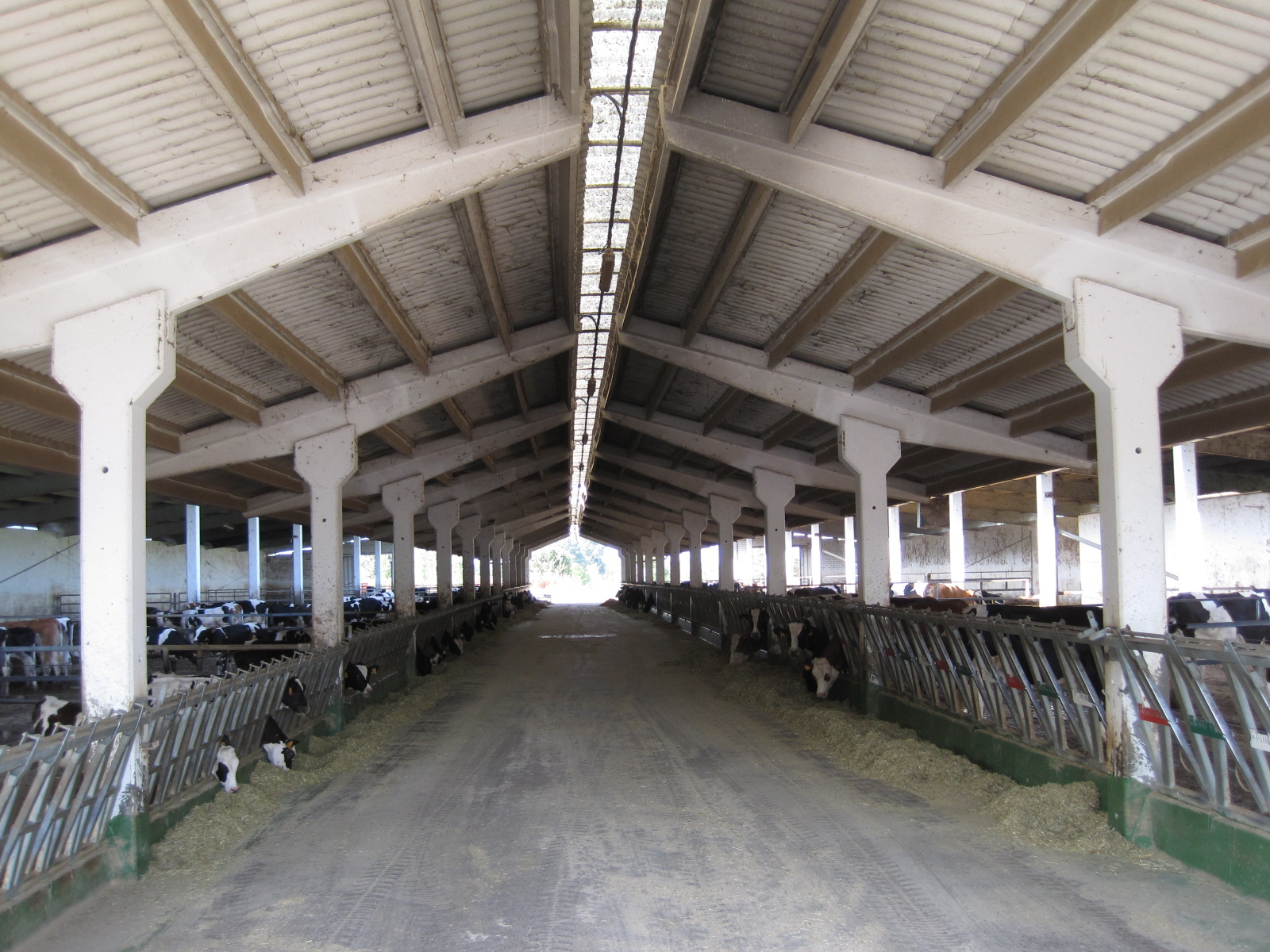
Élevage laitier pour la production de parmesan bio.
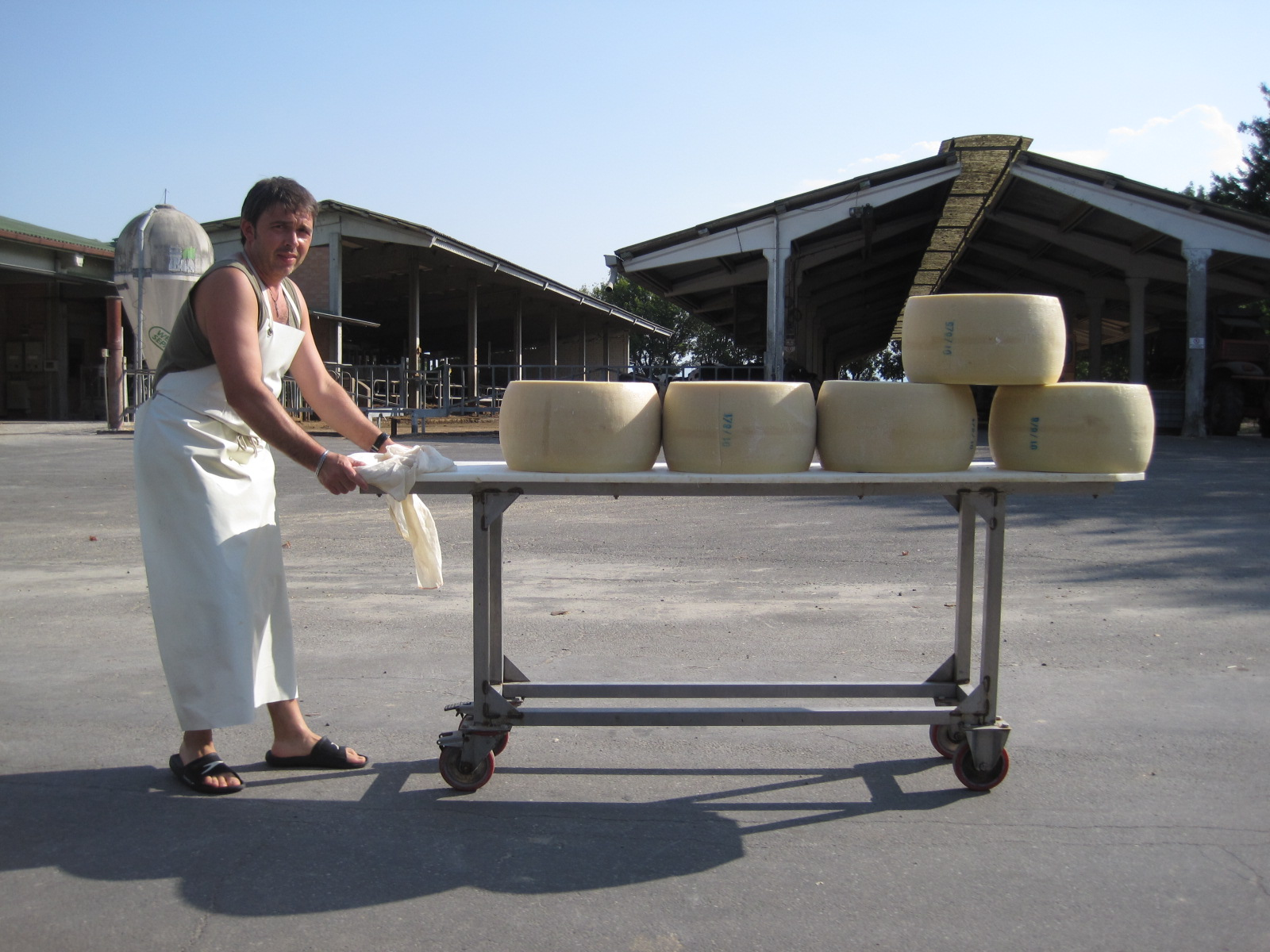
Parmesan bio du domaine.

De retour en Italie pour travailler avec ses frères, il invente une machine pour coller des images qui fait sa fortune avec la société familiale Panini (maison d'édition) fondée en 1961.

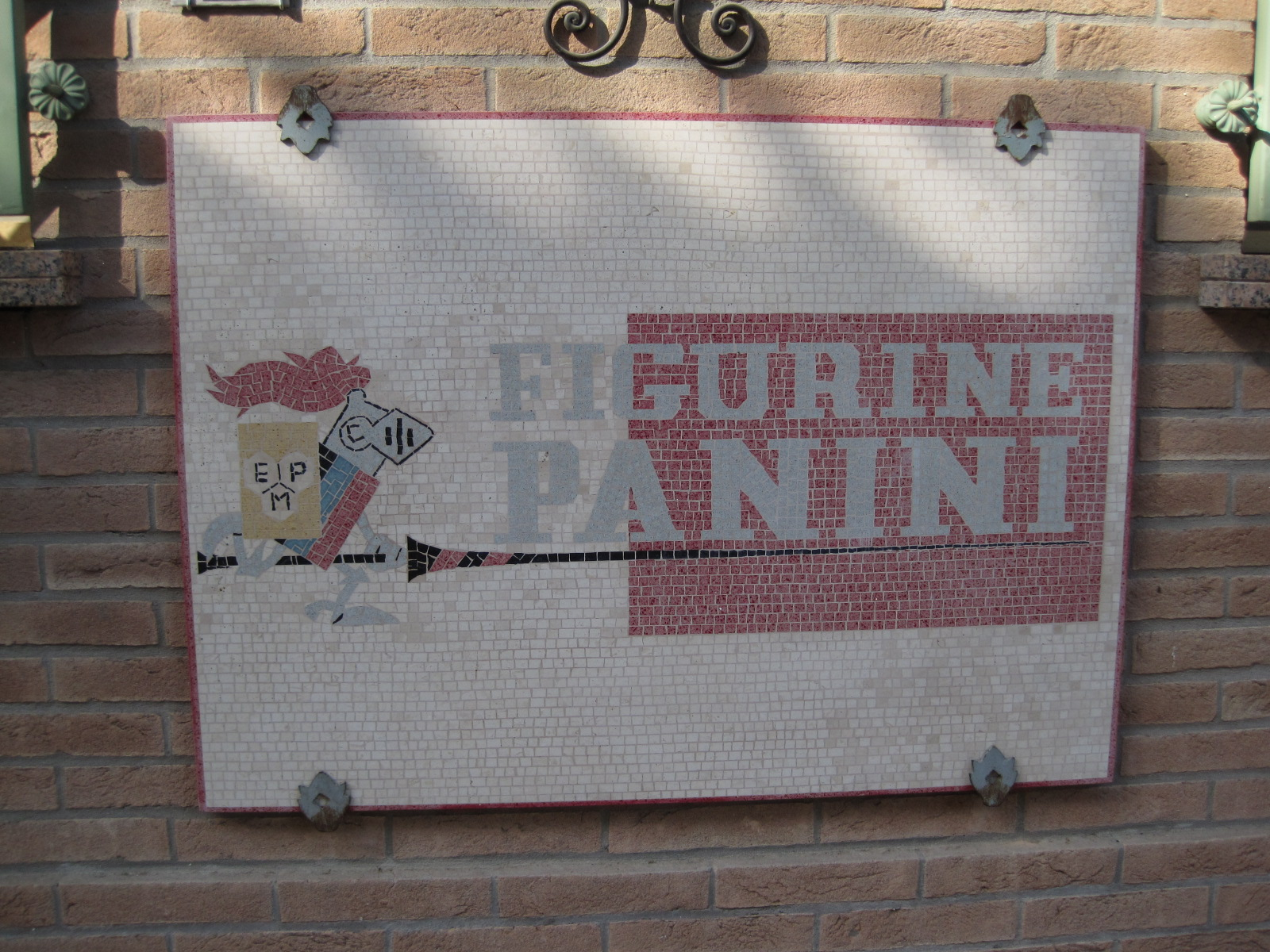
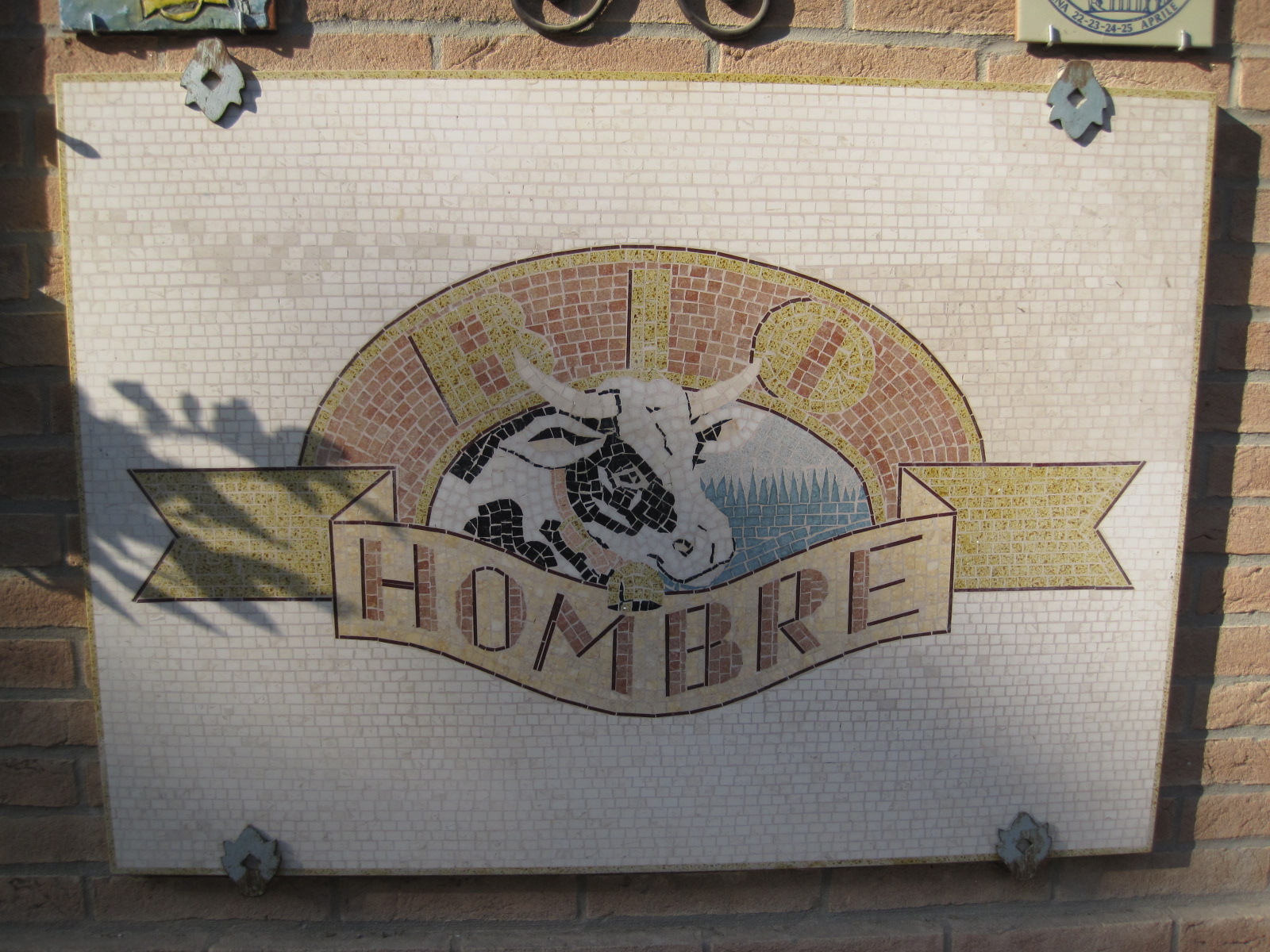
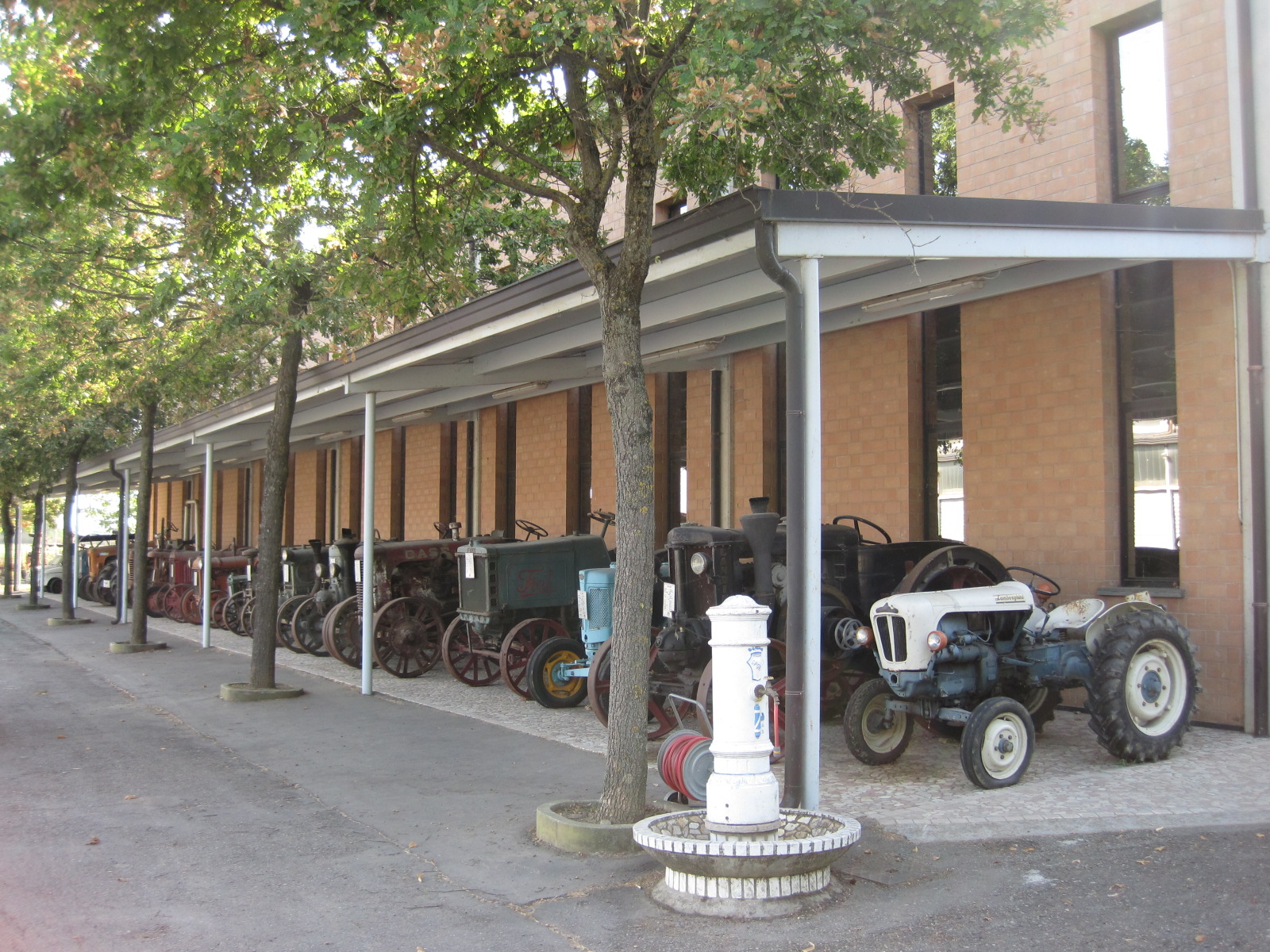

En 1997 Maserati est vendu au groupe Fiat et une série de « 23 voitures de collection Maserati » sont achetées à part par Umberto.

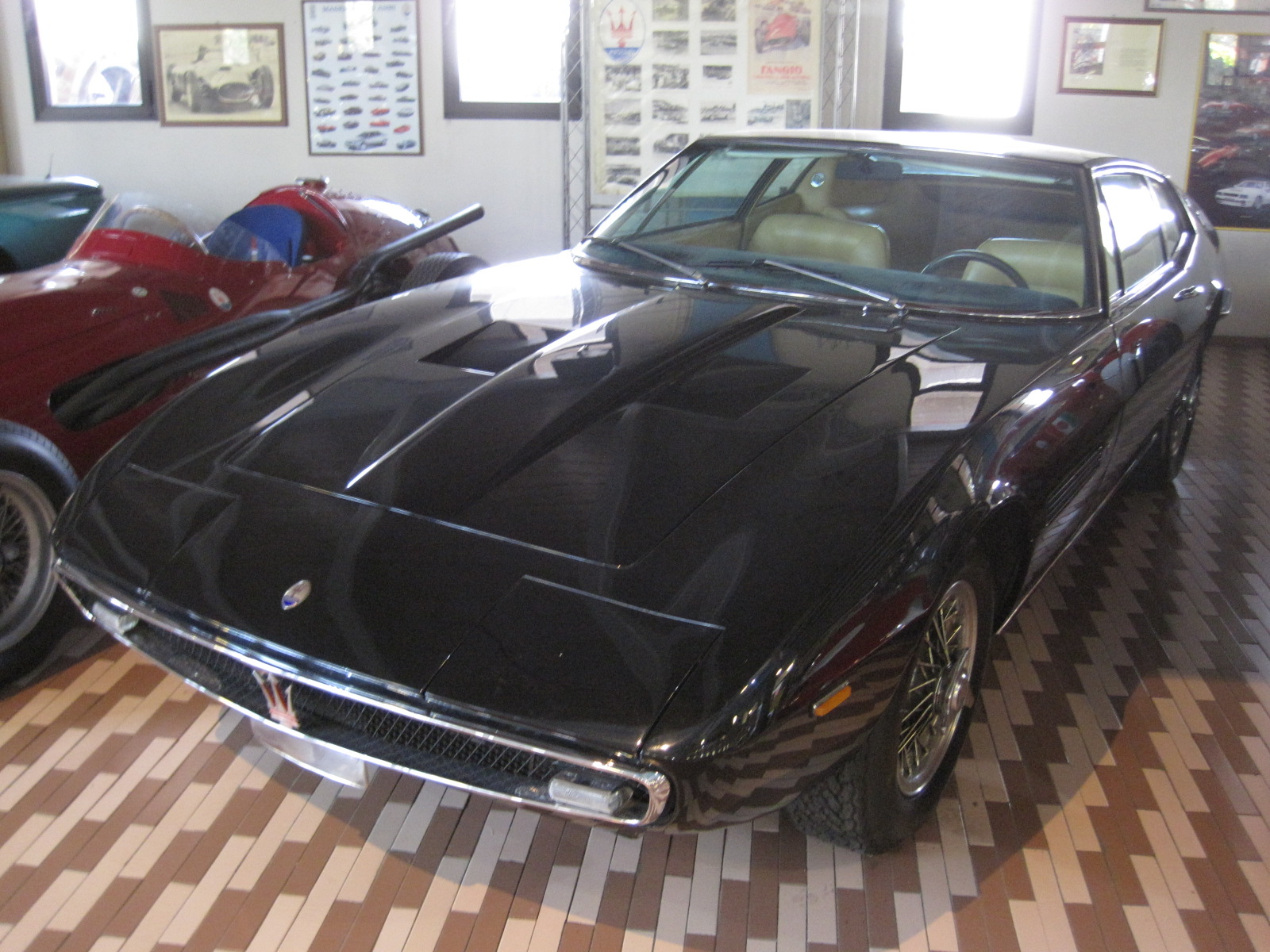
Maserati Ghibli SS
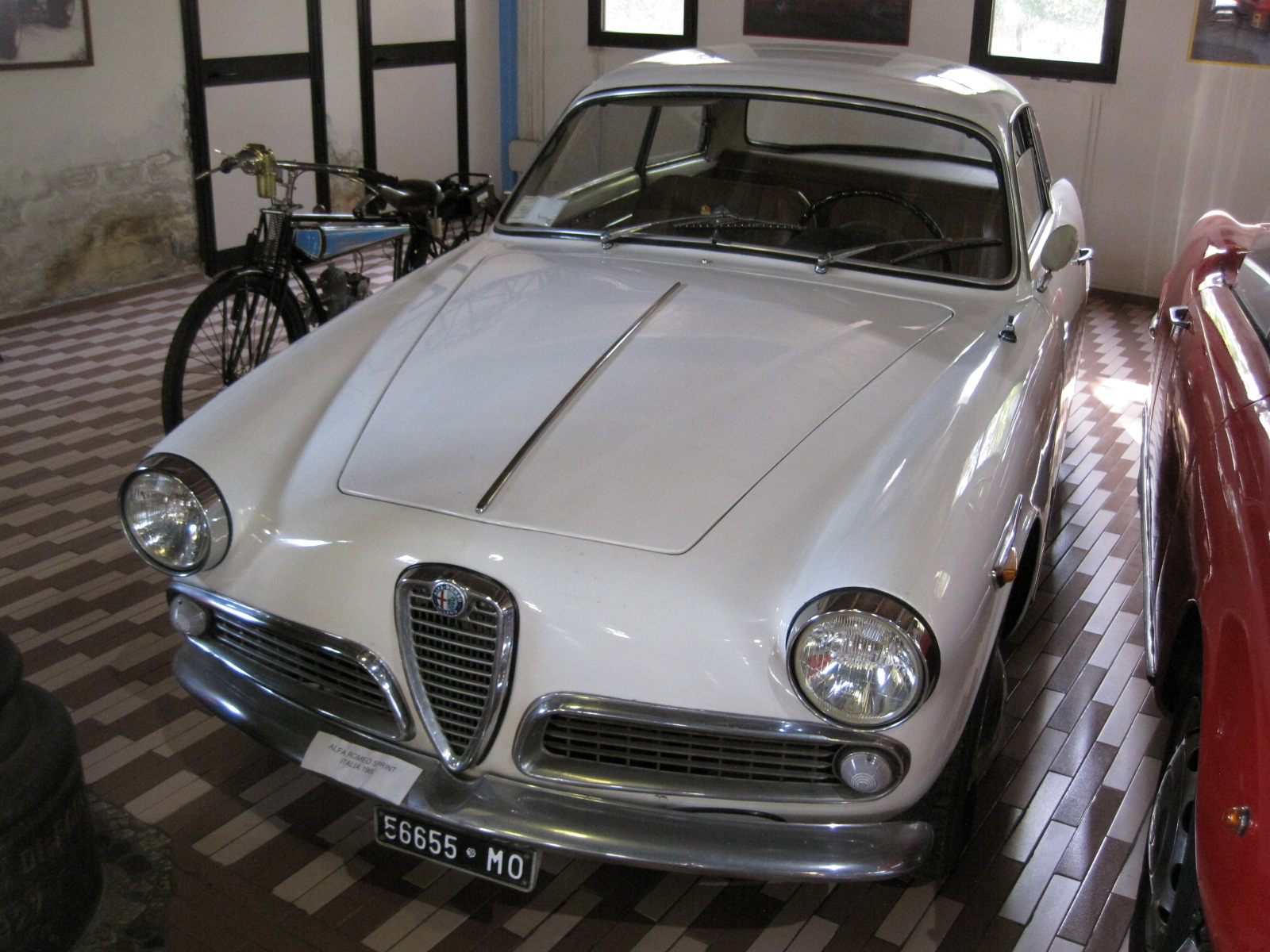
Alfa Romeo Giulietta Sprint
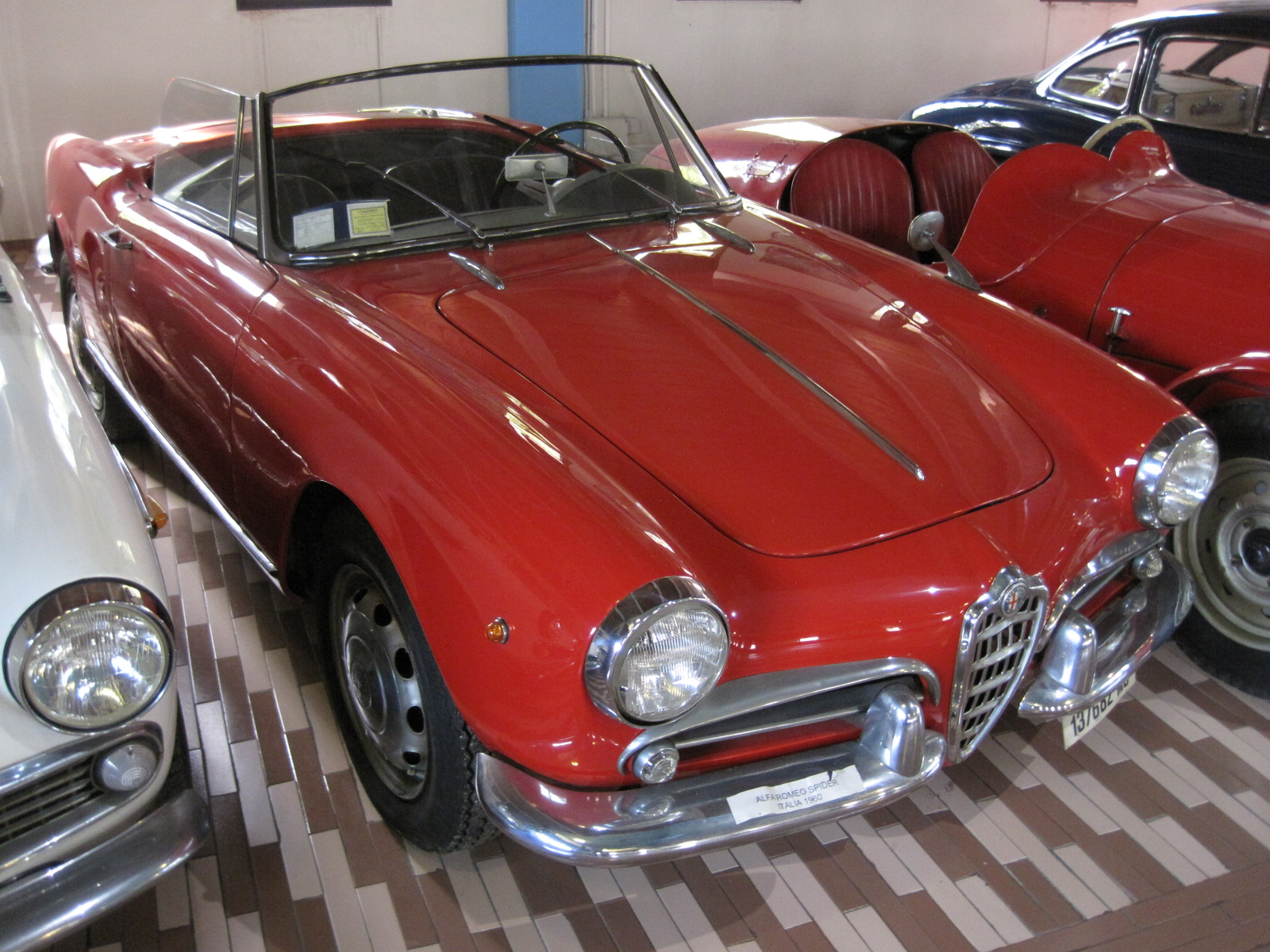
Alfa Romeo Giulietta Spyder
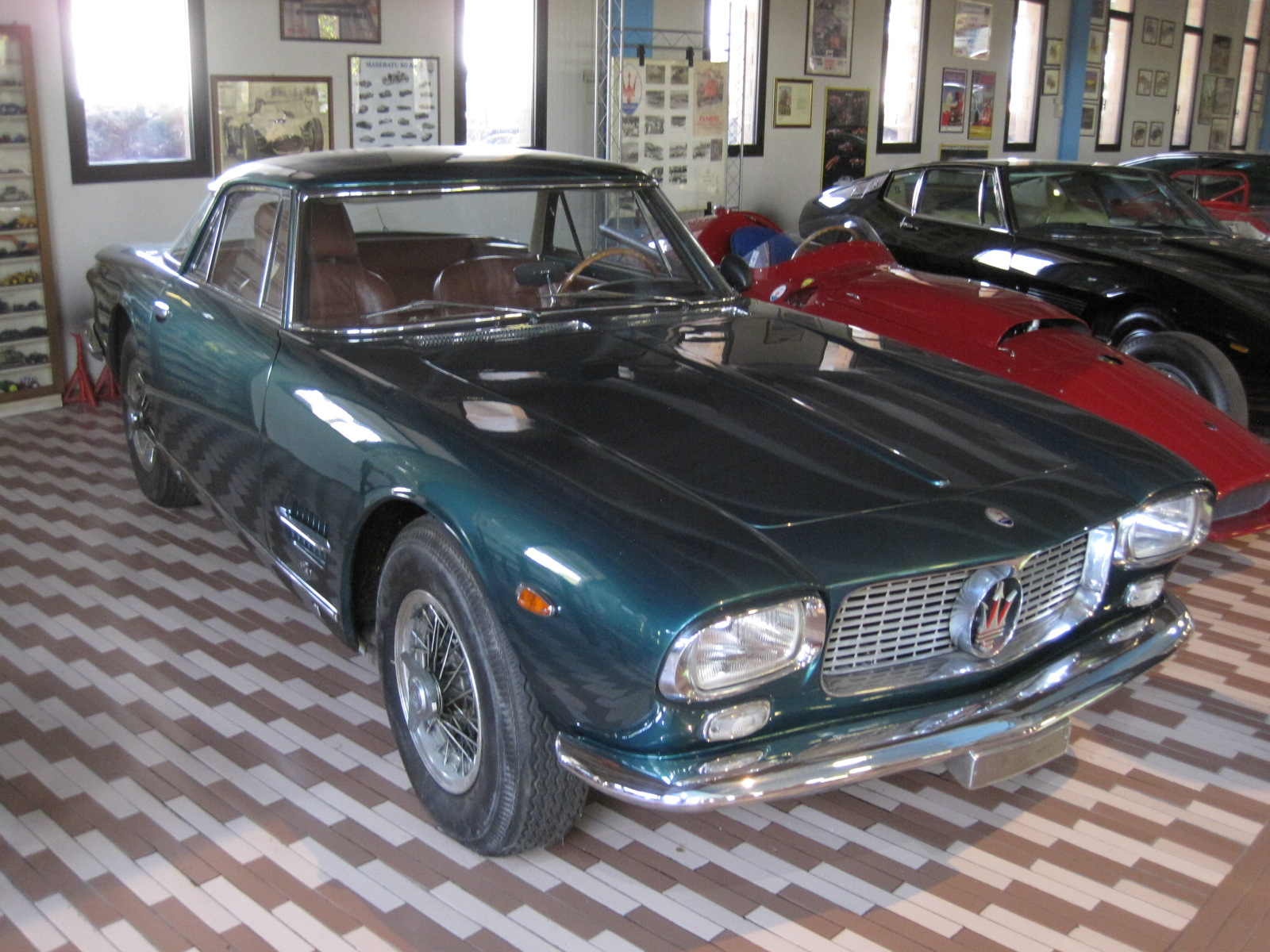
Maserati 5000 GT Allemano

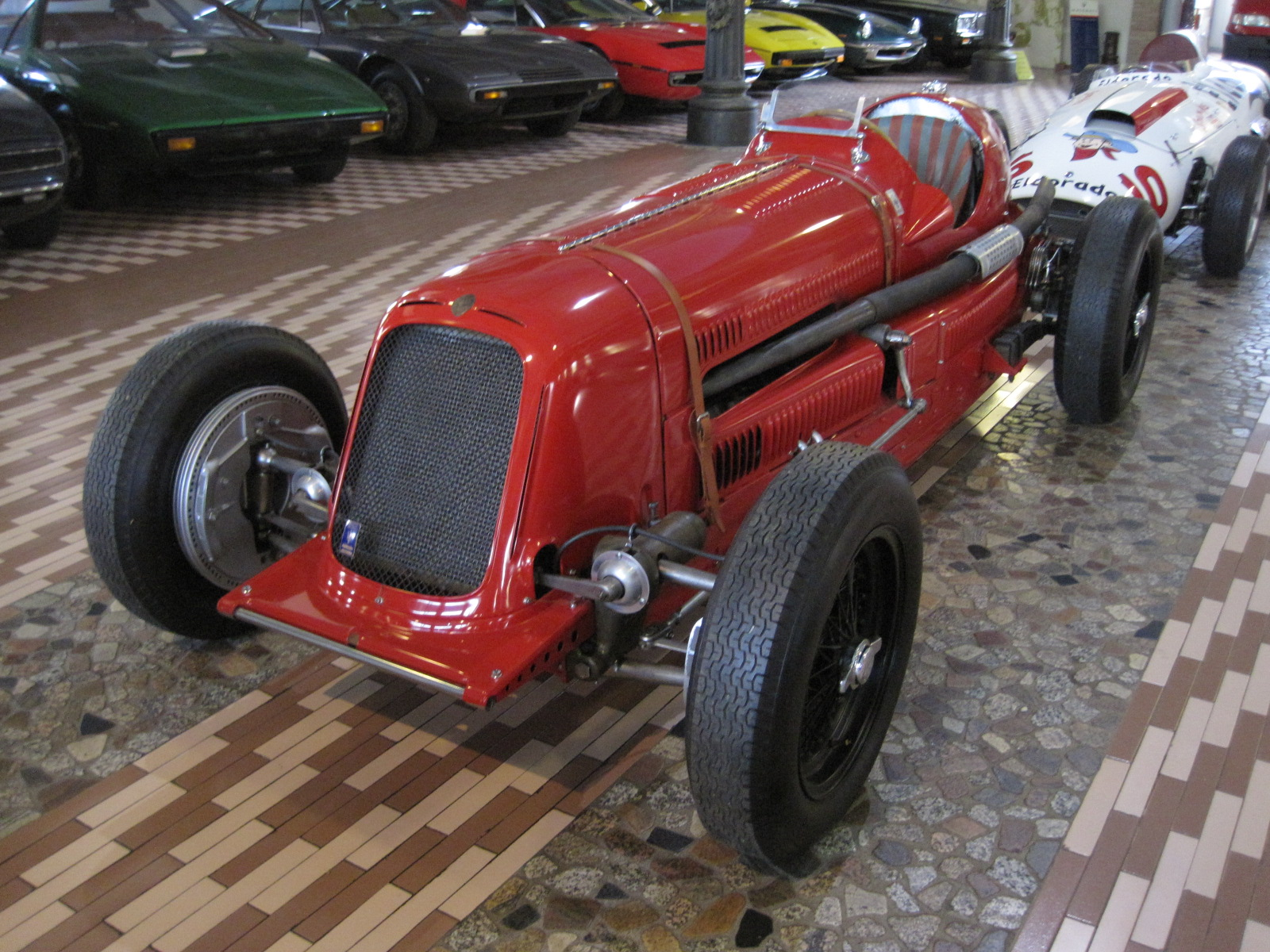
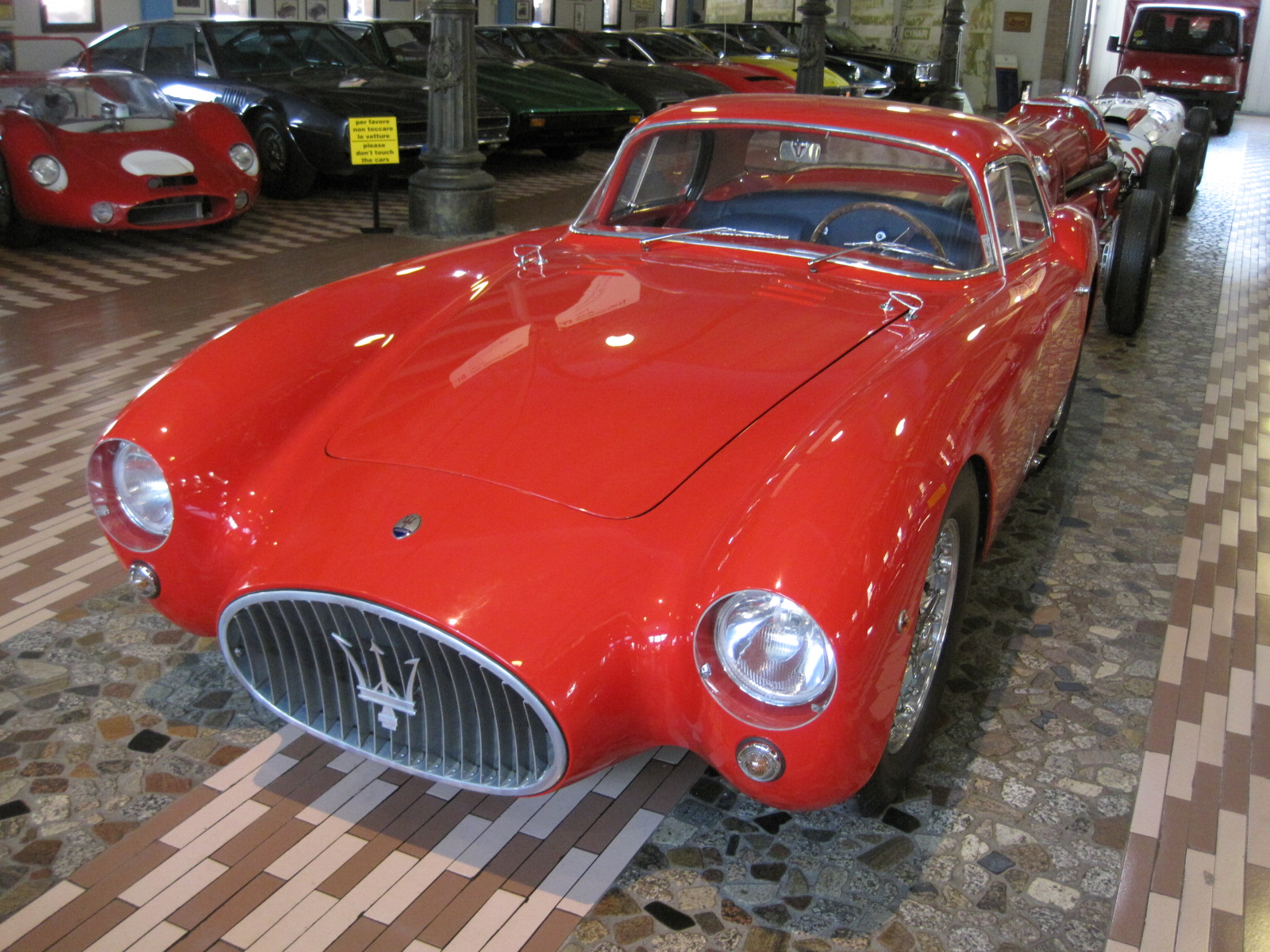
Maserati A6GCS Berlinetta Pininfarina
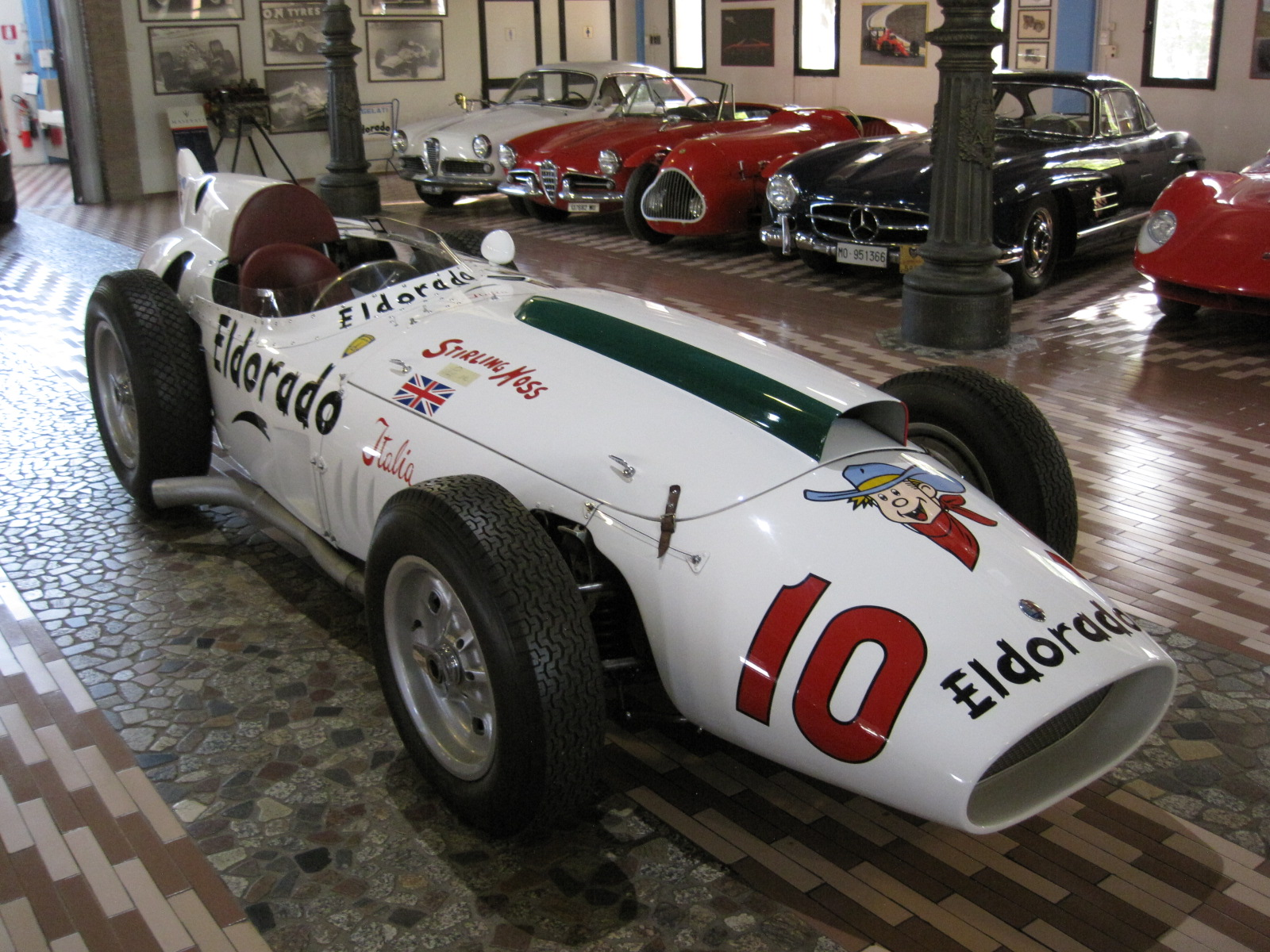
Maserati Type 420/M/58 Eldorado

À ce jour, Umberto Panini vit dans une ferme proche de Modène où il produit et vend du parmesan bio et expose sa collection.
Son musée est proche du musée Enzo Ferrari de Modène (à quelque km à l'est), du musée Ferrari de Maranello (à 20 km au sud), du musée Lamborghini de Sant'Agata Bolognese (à 20 km à l'est) ...